# BM (래퍼)
BM(본명: Matthew Kim, 김진석, 1992년 10월 20일 ~ )은 대한민국의 혼성 그룹 카드의 King, 리드래퍼, 메인댄서, 서브보컬을 맡고 있다. 상징문양은 ♣이다.
활동명 BM은 빅 매튜(Big Matthew)의 약자이며 활동명 답게 186cm의 장신이다. 또한 이 키는 DSP 미디어의 소속 아티스트 중 최장신이기도 하다. 한국계 미국인이며 미국 국적만 보유하고 있으며 한국 국적이 없는 관계로 병역 의무 대상자가 아니다.

## 활동
2011년 《K팝스타 시즌 1》에 출연한 이후, DSP 미디어에서 5년여 동안 연습생 생활했으며,
2013년 레인보우 Sunshine 뮤직비디오에 출연했다.
그리고, 2015년 구하라의 첫 번째 솔로 미니앨범 ALOHARA의 타이틀곡 《초코칩쿠키》뮤직비디오에 출연했으며, 무대에서는 메인댄서로 활동했고, 수록곡 《La La La》의 랩피처링을 맡았으며, 제이셉과 함께 수록곡 《어때?》무대에서 댄서로 활동했다.
2016년 카드의 멤버로 합류했다.

## 학력
- Upland High School (졸업)

## 음반 활동

### 피처링
- 구하라 - La La La (2015년)

## 작사·작곡
- 2016년
  - Oh NaNa - 작사
- 2017년
  - RUMOR - 작사
  - Don`t Recall (Hidden Ver.) - 작사
  - Hola Hola - 작사
  - Living Good - 작사·작곡
  - You In Me - 작사

## 음반 외 활동

### 방송
| 연도 | 방송사    | 제목            | 역할   | 날짜     |
| ---- | --------- | --------------- | ------ | -------- |
| 2017 | 아리랑 TV | 《Tour Avatar》 | 게스트 | 4월 24일 |
| 2017 | 아리랑 TV | 《Tour Avatar》 | 게스트 | 5월 1일  |

### 진행
| 방송사    | 제목                  | 기간            | 역할      |
| --------- | --------------------- | --------------- | --------- |
| 아리랑 TV | 《After School Club》 | 2017년 4월 25일 | 스페셜 MC |

### 라디오
| 방송사        | 제목        | 역할        | 날짜                             |
| ------------- | ----------- | ----------- | -------------------------------- |
| 아리랑 라디오 | 《Sound K》 | 고정 출연자 | 2017년 1월 7일 ~ 2017년 8월 26일 |

### 뮤직비디오
| 연도 | 가수     | 제목       |
| ---- | -------- | ---------- |
| 2013 | 레인보우 | Sunshine   |
| 2015 | 구하라   | 초코칩쿠키 |

### 참조주
1. ↑  “THE BIRTH OF MATTHEW KIM”. 2016년 12월 20일에 원본 문서에서 보존된 문서. 2017년 4월 16일에 확인함.
2. ↑  송영인 (2017년 2월 24일). “[인터뷰] 카드(K.A.R.D) "혼성그룹의 새로운 모델 되겠다"”. 연합뉴스.
3. ↑  김지연 (2013년 6월 7일). “레인보우 신곡 뮤비속 선글라스남 누구? 'K팝스타' 출신 매튜김!”. news24.
4. ↑  박수인 (2016년 12월 5일). “'V앱' K.A.R.D J.seph "BM, 구하라 '초코칩 쿠키' 남자 주인공"”. 헤럴드POP.